# Ernest Renan
Joseph Ernest Renan (Tréguier, 28 de fevereiro de 1823 – Paris, 2 de outubro de 1892) foi um escritor, filósofo, teólogo, filólogo e historiador francês.

## Vida e obra

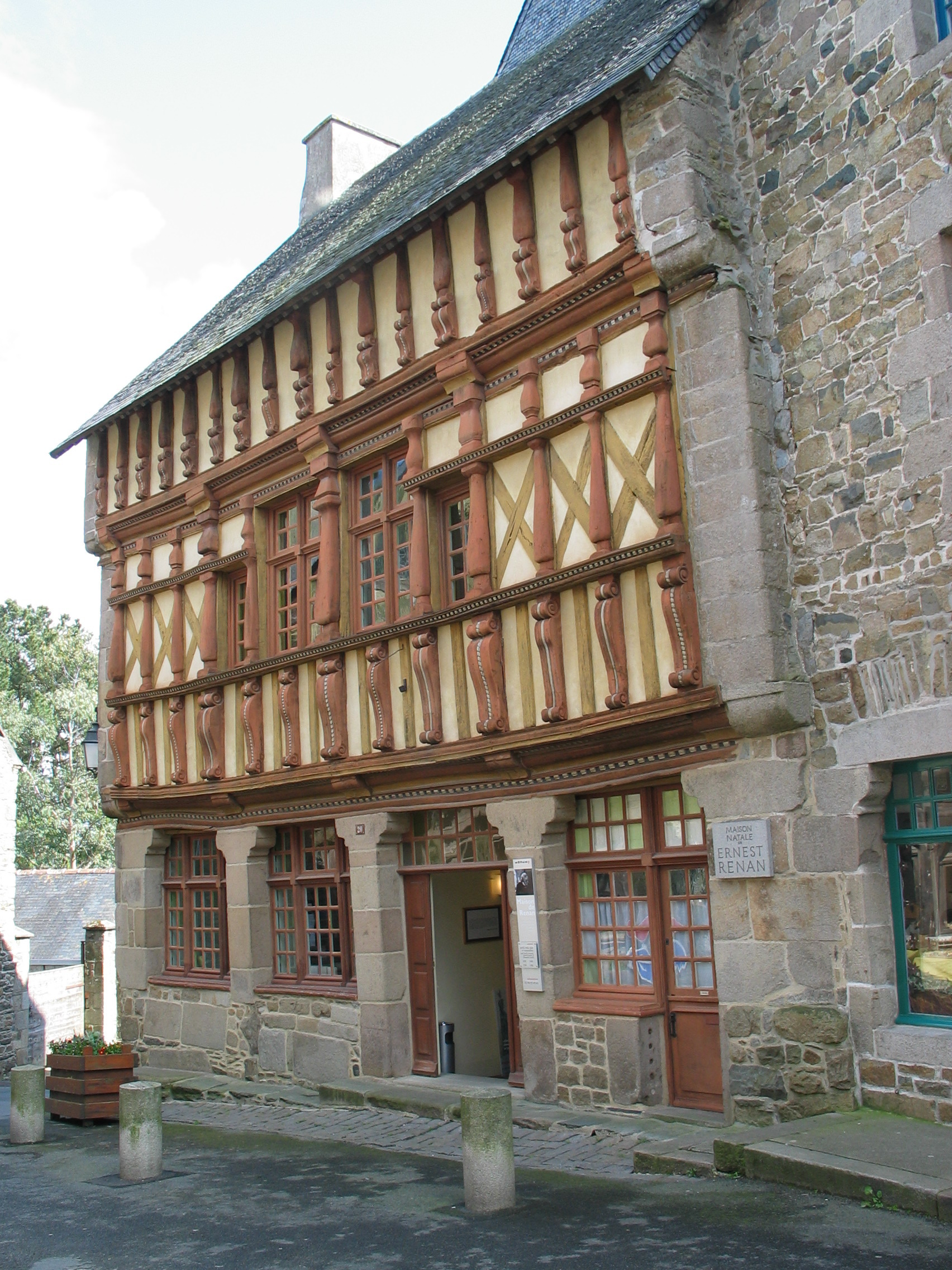

Nascido em Tréguier (Côtes-du-Nord), filho de um capitão de um barco de pesca, perde seu pai aos 5 anos e é educado por sua mãe e sua irmã Henriette. Iniciou seus estudos no colégio eclesiástico de sua cidade natal (1832-1838). Em 1838 obteve uma bolsa no pequeno seminário de Saint-Nicolas-du-Chardonnet, em Paris, de onde passou para a Casa de Issy (1841-1843), e depois para Saint-Sulpice (1843-1845), onde aprendeu hebraico. Entra em crise de vocação sacerdotal no contacto com a escolástica e a exegese da Bíblia, escrevendo mais tarde Souvenirs d'enfance et de jeunesse (Lembranças de Infância e de Juventude, 1883) sobre esta sua "crise religiosa". Tinha então apenas 21 anos de idade.
Após a sua saída do seminário, em 1845, fez uma curta estada em Stanislas, entrando depois como mestre de estudos na pensão Cruzet. Lá se relacionou com Marcellin Berthelot, aumentando a sua informação acerca das ciências da natureza, de uma formação iniciada em Issy. Começa então a escrever, com 25 anos, L' Avenir de la science (O futuro da ciência), obra que só virá a publicar quarenta anos mais tarde, em 1890, onde rejeita todo o sobrenatural, afirma a certeza de um determinismo universal e apresenta um culto quase místico da ciência positiva. 
Em 1848, conquistava uma posição na Universidade, sendo admitido à agregação de filosofia. Substituiu Bersot durante 3 meses no liceu de Versalhes, sendo encarregado de uma missão a Itália, onde visita Roma, Florença, Veneza e Pádua, entre Outubro de 1849 e Junho de 1850.
Em 1851 entra para a Biblioteca Nacional, apresentando no ano seguinte a sua tese de doutoramento sobre Averróis e o Averroísmo (1852). Torna-se colaborador das "Revue des Deux Mondes" e "Journal des Débats", em 1853, recolhendo depois artigos em Études d'histoire religieuse (1857) e Essais de morale et de critique (1859). Entretanto, em 1856, casou a sobrinha do pintor Ary Scheffer. 
Em 1860-1861, cumpriu uma missão arqueológica na Fenícia, onde perdeu sua irmã Henriette Renan, começando no ano seguinte um opúsculo sobre sua irmã. Foi nesta ocasião que concebeu a obra "Vida de Jesus" e lançou sobre o papel a sua primeira redação. Em 1862 foi nomeado professor de hebraico no Collège de France, mas, após sua primeira aula, onde chamara Jesus de ‘homem incomparável’, seu curso foi suspenso pelo governo de Napoleão III, curso depois suprimido até 1870. Em 1864-1865, uma segunda viagem ao oriente o ajudou a preparar a seqüência, que ele meditava, da ‘Vida de Jesus’, uma das obras mais célebres do século XIX, rapidamente traduzida em quase todas as línguas. Renan era o primeiro em França a vulgarizar a exegese alemã de David Friedrich Strauss, segundo a qual a vida de Jesus nada tinha de intervenção sobrenatural. Em 1863, inicia a sua História das origens do Cristianismo (1863-1883), rejeitando toda a noção de mistério.
Os eventos de 1870-1871 o inspiraram a escrever e publicar a obra Reforma intelectual e moral (1871). Membro da Academia de inscrições desde 1856 (tinha recebido dela em 1847, o prêmio Volney), Renan foi eleito em 1878 para a Academia Francesa; em 1884, reintegrado na Universidade, tornava-se administrador do Collège de France. 
Os estudos orientais viriam a ser o eixo mais importante dos seus trabalhos. Como Filólogo, Renan publicou a História Geral das Línguas Semíticas (1855), e traduziu, com estudos de introdução, 3 livros do antigo testamento, Job (1858), o Cântico dos Cânticos (1860), Eclesiaste (1881). 
Da sua vasta produção, considerou-se nos círculos agnósticos e ateus que a sua parte menos sólida era a crítica do Novo Testamento, vista como pouco conclusiva. As Origens do Cristianismo ou A História de Israel foram bem-aceites nesses sectores de opinião, considerando-se que os meios físico, intelectual, e social, terão sido reconstituídos com rigor. Os seus retratos (de Jesus, Nero, Eclesiaste, Marco Aurélio, São Paulo) terão sido mais ou menos imaginados e subjectivos, tendo no entanto Renan sabido evitar um simbolismo excessivo. As comparações entre o passado e o presente tornavam a narrativa viva e sugestiva, fornecendo muitos elementos de controvérsia. Um estilo refinado, elegante, sem sustentação sensível, respondia às menores nuances da ideia. Um pouco neutro em diferentes lugares na descrição, nunca se mostrou muito carregado em cor, mas brilhou ao restituir o espírito da paisagem.
Na última parte de sua vida, ter-se-á inclinado para um certo diletantismo, mas não tocando sobre a unidade fundamental característica de seu pensamento. Sob a atitude um pouco falsa do autor à moda, reconhecia-se o racionalista radical, que jamais deixou o ceticismo invadir suas certezas nem seus partidos anticlericais e anticatólicos. Ele terá pretendido distinguir os religiosos e a religião, procurando mostrar como se formam os primeiros. Explicando psicologicamente o fenômeno da crença, também por aí se juntou à filosofia racionalista radical, segundo o seguinte princípio: nem revelação, nem milagre. Mas ‘esta obra de ciência irreligiosa, ele a fez religiosamente’; não quisera estar atingido ‘à categoria do ideal’, que para ele resulta no lugar de Deus. É neste espírito que ele foi, depois de Voltaire, e com o qual se parecia tão pouco, um propagador da história das religiões.
Suas obras histórias compreendem, além de Mélanges d’histoire et de Voyages (1878), Os Apóstolos (1866), São Paulo (1869), O Anticristo (1878), Os Evangelhos (1877), A Igreja Cristã (1879), Marco Aurélio (1881), e A História do Povo de Israel (1887-1893, em 5 volumes, cujos últimos 2 últimos póstumos.
Ele se divertiu ao fim da vida a exprimir, sob forma de Dramas Filosóficos (1888), em Caliban, l’Eua de Jouvence, lê Prête de Némi, l’Abbesse de Jouarre (1878-1886), um pensamento livre, alternadamente irônico e emocionado.

## Posteridade
A influência de Renan foi grande sobre vários escritores dos finais do século XIX e inícios do século XX, tocando Paul Bourget (antes da sua reconversão ao catolicismo), Charles Maurras e Maurice Barrès. Desde o último quartel do século XIX, nos países com línguas nacionais derivadas do latim, a sua obra foi uma referência obrigatória para agnósticos e ateus, fornecendo motivos ideológicos aos movimentos republicanos anticlericais de inícios do século XX, como em França durante 
O seu ensaio Qu'est-ce qu'une nation? (O que é uma nação?, 1882), tornou-se uma referência obrigatória nos estudos sobre o nacionalismo.
Exerceu grande influência em Joaquim Nabuco. Em seu livro autobiográfico, Minha Formação, Nabuco dedica um capítulo (VII) a Renan.